# Regne de Que
|  | «Kundu» redirigeix aquí. Vegeu-ne altres significats a «Kundu (tambor)». |

El regne de Que, Kue, Kui, Quwê, Qeve, Coa, Kuê o Keveh entre altres transcripcions) va ser un estat neohitita del sud de Cilícia, format principalment per l'anomenada Cilicia Campestris, a les zones planes al sud de les muntanyes del Taure, i fins a les muntanyes de Nur. La seva capital se suposa que era Adana, i Tars també en formava part.

## Origen
El regne es va fundar després de l'enfonsament de l'Imperi Hitita el 1185 però la seva història és desconeguda. S'hauria anomenat regne dels danudites (que agafaven el seu nom d'Adana, la capital). L'estat d'Azitawatas va fundar un regne vassall a la part nord o més aviat nord-est del seu territori, amb centre a la moderna Karatepe però la seva datació és molt dubtosa. Alguns pensen, seguint una tradició grega, que va ser un territori concedit als emigrants grecs de Troia dirigits per Mopsos i el seu fill Aziwatas, però l'establiment d'aquest regne semi-grec és llegendari. Unes tauletes hitites trobades a Hattusa, la capital hitita, parlen d'un Mukshsush (Mopsos?) d'Ahhiyawa (país dels aqueus) i de Madduwattas, un subjecte rebel del rei hitita Arnuwandas I (final del segle xiv aC). Aquestes dades semblarien revelar una emigració grega a Cilícia testimoniada també per les llegendes gregues de manera independent. Fins a una inscripció trobada del rei Azatiwatas o Azitawatas, fill de Mukatalas, que va rebre el tron del sobirà (probablement de Que) Awrikku no se'n sap gairebé res. La inscripció es va trobar a les excavacions de Karatepe, que se suposa era la ciutat que va fundar un rei amb el seu propi nom cap al segle IX aC. El dunanites eren els habitants de Dunana (Adana) i en fenici s'anomenen danuniyim. La inscripció diu que la dinastia era descendent de Mopsos. Les emigracions gregues cap a l'any 1200 aC reflectides en mites i llegendes, han estat comprovades per l'arqueologia. Hi ha controvèrsies entre els arqueòlegs i historiadors en considerar aquests personatges com els mateixos que citen les tradicions. La datació de la inscripció d'Azitawatas al segle ix aC podria ser errònia i més aviat la majoria s'inclinen per datar la inscripció al final del segle viii aC o potser durant el segle viii aC. Awrikku ha estat identificat probablement amb Urikki rei de Que, vassall assiri, que va regnar des de després del 740 aC fins al 732 aC i segurament podria ser també un Urik mencionat en una inscripció de Sargon II, cosa situaria l'existència del regne a la segona meitat del segle viii aC.

## Atacs d'Assíria
Cap a l'any 859 aC Assíria va atacar Bit Adini on regnava Akhuni, i des de Bit Adini el rei Salmanassar III va passar al país de Gurgum (o Gamgum), al nord de Bit Adini, on regnava Matalla, que va pagar tribut. Després va passar al regne de Samal (Sam'al) on regnava Khanu o Kha'anu, que era aliat de Sapulumi de Patin, d'Akhuni de Bit Adini i de Sangara de Khati o Karkemish; el rei Khanu va ser derrotat al naixement del riu Salvar, al peu de les muntanyes d'Amanus o de Nur. Després els assiris van travessar l'Orontes i van ocupar la fortalesa d'Alizir, que pertanyia a Sapulumi de Khattim (Khattina o Patin), que va fugir i va aconseguir atreure a una aliança contra assíria al rei de Kui o Kati (potser el regne de Que, el nom del rei no està indicat), és a dir la Cilicia Campestris, al rei Pikhiris de Khilikka (Cilícia), o sigui la part muntanyosa, i al rei Bur Anati (But Anat) de Yasbuk (un cap local arameu), però Salmanassar III va derrotar els reis aliats i en la batalla el príncep Bur Anati va caure presoner. Van morir 25.000 soldats de la coalició, i el territori de la costa del golf d'Issos (Alexandreta) incloses diverses ciutats (Jazaz, Nulia i Butanu) va ser devastat. Khilakku i Que es van convertir en tributaris dels assiris i haurien pagat durant més o menys un segle, però a mitjan segle següent ja eren independents.
Teglatfalassar III va derrotar i imposar altre cop tribut al rei Urikki, després del 740 aC. Des d'aquest temps els assiris es van adonar que només podien dominar la regió de Cilícia si controlaven Que. Cap al 715 aC els muskhi envair el territori i van ocupar tres ciutats de l'oest de Que, que estaven en mans dels assiris. El rei d'Assíria va contraatacar i va recuperar la part perduda de Que i segurament va annexionar tot el país fins al riu Göksu (clàssic Calicadnos o Καλύκαδνος) i ho va convertir en una província. A més de tallar la connexió dels muskhi amb la Mediterrània, el ferro i el plom de les mines de la vall del Göksu, i els productes forestals, principalment cedres, van caure en mans dels assiris. Això va suposar el control més decisiu i durador sobre la plana de Cilícia. Després del 712 aC i abans del 703 aC es va annexionar el país de Khilakku, on regnava la dinastia de Tabal que havia perdut la major part del regne davant dels muskhi o els seus aliats, i el regne d'Ishtunda (Azitawatas) al nord de Que, territoris que van ser incorporats a la província assíria de Kue o Kui.
A la mort de Sargon II el 705 aC els muskhi van donar suport a la revolta de Gurdi de Til-Garimmu, que podria ser el «kulummeu» embolicat en la mort de Sargon II degut a l'intent de Sargon de suprimir les seves activitats (705 aC). Gurdi, (probablement un fill de Mides III o almenys un membre de la família reial) aliat als muskhi i a magnats de diversos llocs de Cilícia, hauria unificat parts de Tabal, Azitawadda, Kaska (potser Kaskar), Meliddu/Kammanu i Que, sota la seva autoritat amb centre a Til-Garimmu mentre Assíria va conservar Meliddu (ciutat) i algunes altres fortaleses, i els països de Kummukh, Gurgum i Sam'al. Cap a l'any 703 aC els assiris van recuperar Que i Khilakku. A Khilakku la dinastia de Tabal havia conservat el poder i va acceptar de bona gana el protectorat assiri. Això va durar fins al 696 aC quan Khilakku i Que es van perdre per una revolta dirigida per l'hazanu d'Illubra, una ciutat a Que, de nom Kirua; la revolta hauria abraçat Que, Khilliku i part de Tabal; Sennàquerib diu que els rebels van tallar temporalment les comunicacions amb Que, però finalment va aconseguir acabar amb la revolta. L'any 695 aC els assiris van ocupar Til Garimmu, Tars i Ingirra (la grega Anquiale), i van destruir la capital.
Però a la mort de Sennàquerib el 681 aC Khilakku es va tornar a perdre junt amb Meliddu, a causa dels atacs dels cimmeris, i els assiris van concentrar la seva estratègia a dominar la plana de Que, i (al nord) Meliddu, deixant la resta abandonada. El 679 aC Que estava sota el seu control. Els reis assiris Assarhaddon (680-669) i Assurbanipal (669-631 o 627 aC) van enviar tropes a la regió. El primer va enviar forces el 679 aC en persecució del rei de Sidó Abdu-Milkutti, que hi havia fugit en ser derrotat. Llavors a Que era rei Sanduarri, i se l'anomena rei de Kundu (Kuinda al golf d'Alexandreta o d'Issos) i Sizu o Sisu, situada a les muntanyes al nord de Cilícia al que seria el país de Khilakku. Aquesta ciutat era gairebé inabastable per un exèrcit a causa de la protecció que oferien les muntanyes, que en menor mesura també protegien Kundu. Així sembla que en aquest temps Que i Khilikku ja formaven un únic territori. Al pujar al tron Assurbanipal s'esmenta que li va enviar regals valuosos un rei de Khilakku anomenat Sandasharme, però no se sap quins territoris dominava. Segurament els assiris van conservar posicions a la plana, potser fins al final del regnat d'Assurbanipal i s'haurien retirat en aquest temps quan el perill cimmeri es va esvair en aquesta zona mentre s'incrementava l'aliança mede-escita-cimmeria a la frontera oriental. Les fonts manquen per aquest període.
Caiguda Nínive el 612 aC apareix a Cilícia un regne que unificava la muntanya i la plana (Que) amb capital a Tars (Tarzi) que s'hauria anat formant al segle vii aC. El títol que els grecs van donar als seus reis erasuuannassai o syennesis, i el nom del país va derivar en Cilícia. Els primers syennesis coneguts els esmenta Heròdot d'Halicarnàs al segle v aC que explica que el 585 aC el rei i un tal Labinetos de Babilònia (potser el futur rei Nabònides, llavors príncep) van fer un tractat amb Ciaxares de Mèdia. Sembla que el regne es mantenia independent i no era part ni de l'Imperi mede ni de l'Imperi Neobabilònic. El syennesis d'Heròdot va ser succeït per un tal Appuašu, que va aguantar una invasió dels babilonis sota Neriglissar (560-556 aC) cap als anys 557/556 aC; es sospita que la invasió va ser deguda a un acostament a Mèdia (tanmateix que Cilícia havia caigut en mans dels medes) però no se saben realment les causes.

## Nota sobre la batalla de Qarqar
A la batalla de Qarqar del 854 o 853 aC s'esmenta un contingent de Ga-a-a, que durant anys es va pensar que era el regne de Que. Modernament s'ha llançat la hipòtesi àmpliament acceptada que Ga-a-a va ser un error de l'escriba per Ga-bal-a-a (Gabalaa = Biblos), que no apareix a la llista a diferència de les altres ciutats fenícies, mentre que Que queda al límits dels aliats contra Assíria.
Cal acceptar doncs que Que no va participar llavors a la lluita contra Assíria dels prínceps de Síria.

## Reis
- Urikki (Awrikku?) vers 740-715 aC
- Sanduarri vers ?-679 aC
- Sandasharme vers 669 aC